# Desa Luwang (administrativ by i Indonesien, lat -7,59, long 110,74)
Desa Luwang är en administrativ by i Indonesien.   Den ligger i provinsen Jawa Tengah, i den västra delen av landet, 500 km öster om huvudstaden Jakarta.